# ГЕС Залізні Ворота II
ГЕС Залізні ворота II – гідроелектростанція на кордоні Румунії та Сербії. Знаходячись після ГЕС Залізні ворота I, становить одну зі станцій нижнього ступеню (поряд із ГЕС Гогошу) в каскаді на річці Дунай.
За сім десятків кілометрів нижче від станції Залізні ворота I Дунай розділяється на дві протоки, котри омивають острів Островул Маре. У лівій (повністю розташованій на румунській території), споруджена гребля зі станцією Гогошу. Праву ж протоку, по якій проходить кордон, перекриває гребля комплексу Залізні ворота ІІ висотою до 29 метрів та довжиною 1053 метра. Виконана переважно як бетонна гравітаційна споруда, вона також включає земляну ділянку довжиною 196 метрів. Гребля утримує водосховище з площею поверхні 78 км2 та об’ємом 800 млн м3, в якому відбувається коливання рівня між позначками 39,5 та 41 метр НРМ (під час повені до 42 метрів НРМ).
Інтегрований у греблю машинний зал первісно обладнали шістнадцятьма бульбовими турбінами потужністю по 27 МВт (по вісім для кожної із сторін). В подальшому додали ще чотири такі турбіни, а румунська сторона модернізувала свої гідроагрегати до показника у 32 МВт.
Турбіни працюють при напорі від 5 до 12,8 метра, при цьому середній напір становить 7,5 метра. Річне проектне виробництво електроенергії становило по 1,3 млрд кВт-год для кожної із сторін.
У складі комплексу працює судноплавний шлюз з розміром камери 310х34 метра. Крім того, дещо вище по течії Островул-Маре прорізаний каналом з другим судноплавним шлюзом.

## Примітки

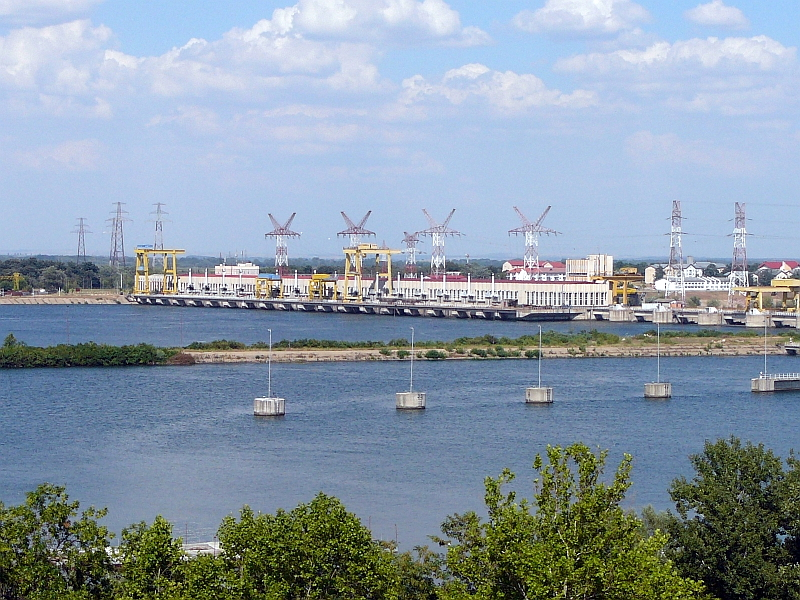
ГЕС Залізні ворота II